# Suoba
Suoba (kinesiska: 所巴乡, 所巴) är en socken i Kina. Den ligger i provinsen Sichuan, i den sydvästra delen av landet, omkring 510 kilometer väster om provinshuvudstaden Chengdu. Antalet invånare är 1 873. Befolkningen består av 927 kvinnor och 946 män. Barn under 15 år utgör 30 %, vuxna 15-64 år 62 %, och äldre över 65 år 6,0 %.
Genomsnittlig årsnederbörd är 810 millimeter. Den regnigaste månaden är juni, med i genomsnitt 197 mm nederbörd, och den torraste är december, med 2 mm nederbörd.